# 타키모토 타로
타키모토 타로(일본어: 滝本 太郎 다키모토 다로[*], 1957년 1월 17일 ~ )는 일본의 변호사이다. 1994년에 옴진리교에 의해 사린 가스 습격을 당한 적이 있다.